# Hemiramphus archipelagicus
Hemiramphus archipelagicus är en fiskart som beskrevs av Collette och Parin, 1978. Hemiramphus archipelagicus ingår i släktet Hemiramphus och familjen Hemiramphidae. Inga underarter finns listade i Catalogue of Life.